# Liste de jeux ColecoVision
Liste des jeux ColecoVision triés par ordre alphabétique.
- Haut – A
- B
- C
- D
- E
- F
- G
- H
- I
- J
- K
- L
- M
- N
- O
- P
- Q
- R
- S
- T
- U
- V
- W
- X
- Y
- Z

## 0-9
- 2010: The Graphic Action Game

## A
- Alcazar: The Forgotten Fortress
- Alphabet Zoo
- Amazing Bumpman
- Antarctic Adventure
- Aquattack
- Artillery Duel
- Artillery Duel / Chuck Norris Superkicks (cartouche à deux entrées "Double-Ender")

## B
- B.C.'s Quest for Tires
- B.C. II: Grog's Revenge
- Beamrider
- Blockade Runner
- Boulder Dash
- Brain Strainers
- Buck Rogers: Planet of Zoom
- Bump 'n' Jump
- Burgertime

## C
- Cabbage Patch Kids: Adventures in the Park
- Cabbage Patch Kids Picture Show
- Campaign '84
- Carnival
- Centipede
- Choplifter!
- Chuck Norris Superkicks
- Congo Bongo
- Cosmic Avenger
- Cosmic Crisis

## D
- Dam Busters
- Dance Fantasy
- Decathlon
- Defender
- Destructor
- Dig Dug (Atarisoft)
- Donkey Kong
- Donkey Kong Jr.
- Dr. Seuss' Fix-Up the Mix-Up Puzzler
- Dragonfire
- The Dukes of Hazzard

## E
- Evolution

## F
- Facemaker
- Fathom (Imagic)
- Fathom (Telegames)
- Flipper Slipper
- Fortune Builder
- Fraction Fever
- Frantic Freddy
- Frenzy
- Frogger
- Frogger II: Threedeep!
- Front Line

## G
- Galaxian
- Gateway to Apshai
- Gorf
- Gust Buster
- Gyruss

## H
- H.E.R.O.
- The Heist

## I
- Illusions
- It's Only Rock 'N Roll

## J
- James Bond 007
- Jukebox
- Jumpman
- Jumpman Jr.
- Jungle Hunt

## K
- Ken Uston's Blackjack/Poker
- Keystone Kapers
- Kung Fu Superkicks

## L
- Lady Bug
- Learning with Leeper
- Linking Logic
- Logic Levels
- Looping
- Lord of the Dungeon

## M
- Make-A-Face
- Memory Manor
- Miner 2049er
- Monkey Academy
- Montezuma's Revenge
- Moonsweeper
- Motocross Racer (Telegames)
- Motocross Racer (Xonox)
- Motocross Racer / Tomarc the Barbarian (cartouche à deux entrées "Double-Ender")
- Mountain King
- Mouse Trap
- Mr. Chin (CollectorVision)
- Mr. Do!
- Mr. Do!'s Castle
- Mario Bros. (CollectorVision)

## N
- Nova Blast

## O
- Oil's Well
- Omega Race
- One on One Basketball

## P
- Pac-Man Collection (Opcode)
- Pepper II
- Pitfall!
- Pitfall II: Lost Caverns
- Pitstop
- Popeye
- Power Lords

## Q
- Q*bert
- Q*bert's Qubes
- Quest for Quintana Roo

## R
- River Raid
- Robin Hood
- Robin Hood / Sir Lancelot (cartouche à deux entrées "Double-Ender")
- Roc 'N Rope
- Rock 'N Bolt
- Rocky Super Action Boxing
- Rolloverture

## S
- Sammy Lightfoot
- Sector Alpha
- Sewer Sam
- Sir Lancelot
- Skiing
- Slither
- Slurpy
- Smurf Paint 'n' Play Workshop
- Smurf: Rescue in Gargamel's Castle
- Space Fury
- Space Panic
- Space Crisis
- Spectron
- Spy Hunter
- Squish 'Em Featuring Sam
- Star Trek: Strategic Operations Simulator
- Star Wars: The Arcade Game
- Steamroller
- Strike It
- Sub Roc
- Super Action Baseball
- Super Action Football
- Super Action Soccer
- Super Cobra
- Super Crossforce
- Super Sketch

## T
- Tank Wars
- Tapper
- Tarzan
- Telly Turtle
- Threshold
- Time Pilot
- Tomarc the Barbarian
- Tournament Tennis (Imagic)
- Tournament Tennis (Telegames)
- Turbo
- Tutankham

## U
- Up 'n Down

## V
- Venture
- Victory

## W
- Wallbreaker
- WarGames
- War Room
- Wing War
- The Wizard of Id's Wiz Math
- Word Feud

## Z
- Zaxxon
- Zaxxon Super Game
- Zenji

- Haut – A
- B
- C
- D
- E
- F
- G
- H
- I
- J
- K
- L
- M
- N
- O
- P
- Q
- R
- S
- T
- U
- V
- W
- X
- Y
- Z